# Митрополье (Тамбовская область)
Митрополье — село в составе Митропольского сельсовета Бондарского района Тамбовской области России.

## География
Находится на побережье реки Большой Ломовис.

## История
Первое упоминание относится к 1700 году — по выписке из отказовой книги Тамбовской приказной избы на земли митрополита Рязанского Авраамия.. Долгое время в документах село называлось по одноимённому названию реки. В Большом Ломовисе проживали крепостные крестьяне рязанско-мурманских митрополитов и архиерейские крепостные, поэтому село впоследствии было переименовано в Митрополье.

## Население
| 2002 | 2010 | 2012 | 2014 |
| ---- | ---- | ---- | ---- |
| 564  | ↘450 | ↘436 | ↘370 |

## Известные уроженцы, жители
Уроженец с. Митрополье Морозов Анатолий Петрович (26.02.1924-23.01.1991), генерал-лейтенант, начальник Сумского артучилища, участник ВОВ, участник боевых действий в Афганистане, начальник оперативного штаба по ликвидации аварии в Чернобыле.